# Governació de Luxor
La governació especial de Luxor o d'al-Úqsur (àrab: محافظة الأقصر, muḥāfaẓat al-Uqṣur) és una governació o muhàfadha d'Egipte amb estatut autònom especial, que va formar part de la governació de Qena-Luxor fins al 1994. Dins d'aquesta governació ja tenia un estatut especial i limitada autonomia (el governador era la mateixa persona) i s'administrava de forma diferent a la resta de la governació.
El 1994 va arribar al nivell de governació separada amb una autonomia més àmplia que les altres governacions, i va esdevenir la regió amb més autogovern d'Egipte a causa de la forta incidència del turisme.
La governació està formada per la ciutat de Luxor (amb Karnak) i els llogarets annexos. Tenia una població de 414.389 al 2004 (360.503 el 1999). La superfície d'aquesta àrea especial és de 55 km².